# Горбатівка
Горба́тівка — село в Україні, у Диканській селищній громаді Полтавського району Полтавської області. Населення становить 21 осіб. До 2020 орган місцевого самоврядування — Орданівська сільська рада.

## Географія
Село Горбатівка знаходиться за 2 км від лівого берега річки Середня Говтва, примикає до села Жадани. По селу протікає пересихаючий струмок з загатою.

## Історія
12 червня 2020 року, відповідно до розпорядження Кабінету Міністрів України № 721-р «Про визначення адміністративних центрів та затвердження територій територіальних громад Полтавської області», село увійшло до складу Диканської селищної громади.
19 липня 2020 року, в результаті адміністративно - територіальної реформи та ліквідації Диканського району, село увійшло до складу новоутвореного Полтавського району.

## Відомі люди
- Павленко Юхим Кіндратович, 1896 р. н., с. Горбатівка Диканського р-ну Полтавської обл., українець, із селян, малописьменний. Проживав у с. Горбатівка. Колгоспник. Заарештований 16 грудня 1937 р. Засуджений Особливою трійкою при УНКВС Полтавської обл. 27 грудня 1937 р. за ст. 54-10 ч. 1 КК УРСР до розстрілу з конфіскацією майна. Вирок виконано 30 грудня 1937 р. Реабілітований Полтавською обласною прокуратурою 8 червня 1989 р.[3]